# Wólka Kamienna
Wólka Kamienna [pronunciación en polaco: /ˈvulka kaˈmjɛnna/] es un pueblo ubicado en el distrito administrativo de Gmina Zbuczyn, dentro del Condado de Siedlce, Voivodato de Mazovia, en el este de Polonia central. Se encuentra aproximadamente a 8 kilómetros al este de Zbuczyn, a 21 kilómetros al sureste de Siedlce, y a 107 kilómetros al este de Varsovia.